# Allmand Chaoten Orchester
Das Allmand Chaoten Orchester Stuttgart (ACO) ist eine Big Band an der Universität Stuttgart, die mehrheitlich aus Studierenden verschiedener Fachrichtungen der in Stuttgart ansässigen Hochschulen besteht. Das Auftritts- und Vereinskonzept von ACO orientiert sich am Stil der schwedischen „Studentorkester“.

## Geschichte
Das Allmand Chaoten Orchester wurde 1978 von Studierenden der Universität Stuttgart im Wohnheim Allmandring I gegründet, von dem auch ein Teil des Namens übernommen wurde. Während das Repertoire zu Beginn noch hauptsächlich aus traditioneller Blasmusik bestand, wandelte sich der Musikstil im Laufe der Zeit zunächst über Dixieland, hin zu klassischer Big Band Musik. Heute umfasst das Repertoire Stücke aus den Bereichen Swing, Latin, Funk, Rock- und Popmusik. Seit dem Jahr 1989 ist das Allmand Chaoten Orchester ein Eingetragener Verein im Vereinsregister der Stadt Stuttgart. Das Vereinsmaskottchen ist seitdem offiziell der rosarote Panther.
Durch Kontakte zur schwedischen Band Tupplurarna wurde in den 80er-Jahren der Stil der schwedischen „Studentorkester“ übernommen. Insbesondere der ausgefallene Kleidungsstil (rote Latzhosen) und verschiedene Show- und Tanzeinlagen während der Konzerte prägen seither das Auftreten des Orchesters. Bis zum Jahr 2008 existierte mit dem „Internationalen Spätzle Balett“ auch eine eigene, ACO zugehörige Tanzgruppe. Seit 1988 nimmt das Allmand Chaoten Orchester jährlich am Student-Orkester-Festivalen in Linköping in Schweden teil; teilweise fanden auch Auftritte auf dem Studentenorkesterfestival in Helsinki statt. Auch in anderen Regionen Deutschland ist die Formation zu hören, etwa in Ulm, Homburg, Borken oder Kiel.
Im Jahr 1981 erschien das erste Album Allmand Chaoten Orchester. Es folgten bis ins Jahr 2010 noch vier weitere Alben mit sowohl Studio- als auch Liveaufnahmen. Im Jahr 2018 feierte das Allmand Chaoten Orchester zusammen mit dem im Jahr 1998 gegründeten „Senioren Allmand Chaoten Orchester“ das 40-jährige Bestehen des Stammorchesters.

## Diskographie
- Allmand Chaoten Orchester (LP, 1981)
- Zu Toll (LP, 1989)
- Pool Jazz (CD, 1994)
- Potato Jazz (Live CD, 1997)
- Das Rosarote Album (CD, 2010)